# Utricularia simulans
Utricularia simulans es una especie fanerógama, pequeña a mediana, probablemente perenne, planta carnívora que pertenece al género Utricularia. U. simulans es nativa de África y América tropical. Crece como planta terrestre en terraplenes, suelos arenosos en sabanas a altitudes desde el nivel del mar hasta 1.575 m s. n. m. . U. simulans fue originalmente descrita y publicada por Robert K.F. Pilger en 1914.

## Sinónimos
U. simulans cubre un vasto rango nativo y es una extremadamente variable especie, que posee una moderada cantidad de sinonimia.
- Aranella fimbriata Barnhart
- [Cosmiza longeciliata Small]
- ?Polypompholyx bicolor Klotzsch
- P. laciniata Benj.
- P. laciniata var. rubrocalcarata Griseb.
- Utricularia congesta Steyerm.
- U. congesta f. deminutiva Steyerm.
- U. fimbriata León & Alain
- U. laciniata Mart.
- U. laciniata Buscal.
- U. laciniata var. poeppigiana Buscal.
- U. longeciliata Oliv.
- U. orinocensis Steyerm.
- U. surinamensis Buscal.